# Jacqueline Boyer
Pour les articles homonymes, voir Boyer.
Œuvres principales
Tom Pillibi (1960)
Jacqueline Boyer est une chanteuse française née le 23 avril 1941 à Paris 15e. Fille des chanteurs Jacques Pills et Lucienne Boyer, elle a remporté le Concours Eurovision de la chanson 1960 pour la France avec la chanson Tom Pillibi.

## Débuts
Jacqueline Ducos naît le 23 avril 1941 à Paris. Son père est le chanteur Jacques Pills (de son vrai nom René Ducos), célèbre artiste de music-hall. Sa mère est la chanteuse Lucienne Boyer, l'une des plus célèbres interprètes de l'Entre-deux-guerres, qui connut un immense succès en 1930, avec Parlez-moi d'amour.
Elle passe son enfance dans les milieux artistiques et musicaux parisiens. Dès son plus jeune âge, elle suit ses parents dans leurs carrières et assiste à leurs spectacles depuis les coulisses. Elle fait d'ailleurs quelques apparitions dans les récitals de sa mère, dans les music-halls et cabarets de la butte Montmartre.
Ses parents divorcent en 1950 et, en 1952, son père épouse la chanteuse Édith Piaf dont il divorcera cinq ans plus tard.
Jacqueline décide très rapidement de poursuivre une carrière de chanteuse comme sa mère, dont elle adopte le patronyme. À dix-huit ans, elle chante pour la première fois sur une scène, au théâtre de l'Étoile, aux côtés de Marlene Dietrich. Encouragée par les critiques positives, elle décide de persévérer dans son choix et prend des cours de chant.
En 1959, son père participe au Concours Eurovision de la chanson pour Monaco. Il termine cependant dernier, avec un seul point. La même année, Jacqueline publie son tout premier disque.

## Participation au Concours Eurovision de la chanson
En 1960, Jacqueline est sélectionnée par la télévision publique française pour représenter la France lors de la cinquième édition du Concours Eurovision de la chanson. Sa chanson, Tom Pillibi, composée par André Popp sur des paroles de Pierre Cour, avait été en réalité écrite pour Marcel Amont mais celui-ci se désista au dernier moment.
Le mardi 29 mars 1960, à Londres, Jacqueline remporte le concours. Il s'agit de la deuxième victoire du pays, après celle de 1958. Pour la première fois, le trophée est remis par le gagnant de l’année précédente, en l'occurrence Teddy Scholten qui lui dit : « Mes sincères félicitations ! Et pour l'avenir, bonne chance ! » Cette nouveauté devint bientôt une tradition.
Par la suite, Tom Pillibi devint la première chanson gagnante du concours à obtenir un succès commercial dans plusieurs pays européens : l’Allemagne, la France, les Pays-Bas, le Royaume-Uni et la Suède notamment. De sa victoire au concours, Jacqueline avoua : « À mon retour à Paris, j’ai été traitée comme une héroïne nationale, revenant d’avoir vaincu l’ennemi dans quelque bataille sanglante. »

## Apogée
En 1960, Jacqueline enregistre une version allemande de Tom Pillibi, qui rencontre le succès et lui permet de lancer sa carrière en Allemagne. Parallèlement, elle participe au festival du Coq d'or, avec la chanson Comme au premier jour. En novembre de la même année, elle épouse le chanteur français François Lubiana (1940-2011).
Dès lors, Jacqueline mène une double carrière, en France et en Allemagne. Elle enregistre en français et en allemand et effectue tournées, spectacles et galas dans les deux pays. Elle apparaît régulièrement à la télévision.
Toujours en 1960, Jacqueline chante en première partie de Charles Aznavour à l'Alhambra. Elle entame une tournée aux États-Unis et apparaît dans plusieurs émissions télévisées, chez Pat Boone, Perry Como et Ed Sullivan.
En 1961, Jacqueline effectue des tournées avec Jacques Brel et Georges Brassens et enchaîne les succès commerciaux. En 1963, elle connaît son plus grand triomphe en Allemagne avec la chanson Mitsou.
En 1964, Jacqueline participe au festival de la Rose d'or d'Antibes, avec la chanson Le Temps de la vie. L'année suivante, elle fait une tournée en compagnie de Tino Rossi.
En 1966, Jacqueline est victime d'un grave accident de voiture. Elle subit un violent choc cérébral, qui lui causera des pertes de mémoire provisoires. Elle doit interrompre sa carrière et s'arrêter de chanter, trois années durant. Elle divorce dans la foulée. Entre 1966 et 1969, elle est prise en mains par l'association «La roue tourne» de Paul Azaïs et Janalla Jarnach, qui vient en aide aux artistes dans le besoin, victimes d'accidents ou de problèmes de santé, et auprès de laquelle elle trouve une précieuse aide pour reprendre sa carrière de chanteuse. En 2004, elle rendra hommage à cette association, en sortant un single intitulé "La roue tourne".   

## Réorientations
En 1969, Jacqueline reprend sa carrière. Elle publie un nouvel album et en 1970, repart en tournée. Son père, Jacques Pills, meurt la même année. En 1972, elle est invitée par Bruno Coquatrix à chanter à l'Olympia. Elle y partage l'affiche avec Charles Trenet.
Dans les années qui suivent, Jacqueline effectue de nouvelles tournées en Allemagne, aux États-Unis, au Japon et au Royaume-Uni. En 1976, elle revient à l'Olympia, pour un spectacle en duo avec sa mère, Lucienne Boyer, à l'occasion des cinquante ans de carrière de cette dernière.
En 1979, Jacqueline quitte la France et part s'installer à New York. Elle décide de réorienter sa carrière, de chanter en anglais et d'américaniser ses spectacles. Elle change d'apparence physique et vestimentaire et se choisit le pseudonyme de « Barbara Benton ». Elle publie en 1983, sa première chanson en anglais, Life Is New, et en 1984, son premier album, Time And Time Again. Celui-ci ne rencontre cependant pas le succès escompté.
En 1983, Lucienne Boyer meurt. En 1988, Jacqueline abandonne son alter ego et publie un nouvel album en français, à nouveau sous le nom de  Jacqueline Boyer . Elle continue d'effectuer des tournées, de faire des apparitions à la télévision et d'enregistrer des disques.
En 2005, Jacqueline quitte Neuilly et s'installe dans le sud de la France, à Saint-Gaudens. Elle y donne un spectacle en hommage à sa mère, intitulé « Parlez-moi d'amour ».
En 2008 et 2009, Jacqueline publie deux compilations, reprenant ses plus grands succès et des chansons inédites. La première est destinée au marché allemand ; la seconde, au marché français. En 2010, elle publie un nouvel album inédit en français.
« J’ai fait le tour du monde et toute une carrière grâce à une seule chanson. »

## Discographie

### Albums
- 1959 : Tu es le soleil de mon cœur
- 1960 : Tom Pillibi
- 1960 : Comme au premier jour
- 1961 : Cou-couche panier
- 1961 : Pépé
- 1961 : Il fait gris dans mon cœur
- 1962 : Pianissimo
- 1962 : Le pont vers le soleil
- 1962 : Excusez-moi si j'ai vingt ans
- 1963 : D'autres avant toi
- 1964 : Typhon
- 1964 : Le temps de la vie
- 1966 : La mer, la plage
- 1984 : Time and Time Again (en tant que Barbara Benton)
- 1990 : Parlez-moi d'amour
- 1991 : Goldene Schlager Erinnerungen
- 2000 : Nuances
- 2002 : Tous les visages de Jacqueline Boyer
- 2004 : Si quelqu'un vient vous dire
- 2008 : Vier kleine Seiten meines Lebens
- 2009 : Quatre petites pages de ma vie
- 2010 : Chagrin d'amitié

### Singles
- 1960 : Tom Pillibi
- 1960 : Comme au premier jour
- 1963 : Mitsou
- 1963 : In der kleinen Bar auf dem Grand-Boulevard
- 1963 : Der Pianist hat keine Ahnung (avec Peter Weck et Dany Mann)
- 1963 : Regenschirm-Song (avec Paul Kuhn)
- 1963 : Oui, oui, oui
- 1964 : Hongkong Mädchen
- 1964 : Suleika
- 1965 : Butterfly
- 1965 : Hör das Signal, Korporal
- 1965 : Little Little China-Girl
- 1968 : Oh, Cheri Je t'aime
- 1968 : Der Mond vom Fudschijama
- 1969 : Mein Herz sagt oui
- 1969 : Mucho Amore
- 1969 : Very Good, C'est Si Bon
- 1969 : Moi Moi Moi j'ai de la Chance
- 1971 : Nimm dir einen Mann
- 1971 : Fang jeden Tag mit Liebe an
- 1971 : Il était une fois dans l'ouest
- 1971 : Tu as choisi de vivre seul
- 1971 : Quentin Durward
- 1971 : Kalispera
- 1971 : L'Eau de la piscine
- 1971 : L'amour se porte bien
- 1972 : Parlez-vous francais Monsieur
- 1972 : Monsieur le Gendarme
- 1972 : Mélodie de Paris
- 1976 : C'est la vie
- 1983 : Life Is New (en tant que Barbara Benton)
- 1984 : Time and Time Again (en tant que Barbara Benton)
- 1985 : Parlez-moi d'amour (en tant que Barbara Benton)
- 1989 : Tour Eiffel
- 2004 : La roue tourne

## Filmographie
- 1960 : Das Rätsel der grünen Spinne
- 1960 : Soldatensender Calais
- 1960 : Schlager-Raketen
- 1960 : Gauner-Serenade
- 1966 : Der Nächste Urlaub kommt bestimmt
- 1968 : Auf den Flügeln bunter Träume
- 1979 : Flotte Formen - Kesse Kurven
- 1981 : So schön wie heut', so müßt' es bleiben